# Grand Prix Formule 1 van Monaco 1994
De Grand Prix Formule 1 van Monaco 1994 werd gehouden op 15 mei 1994 in Monaco.

## Verslag
Tijdens de kwalificatiesessie vloog Karl Wendlinger met zijn Sauber van het circuit en raakte tegen 280 km/u  de muur. Hij lag enkele weken in een coma. Sauber trok zich hierna terug uit de race.
Bij de start werden de eerste twee plaatsen op de grid vrijgelaten, ter nagedachtenis aan Ayrton Senna en Roland Ratzenberger.

## Uitslag
| Positie | Nummer | Rijder                | Team                 | Ronden | Tijd/Opgave                   | Startplaats | Punten |
| ------- | ------ | --------------------- | -------------------- | ------ | ----------------------------- | ----------- | ------ |
| 1       | 5      | Michael Schumacher    | Benetton-Ford        | 78     | 1:49:55.3                     | 1           | 10     |
| 2       | 8      | Martin Brundle        | McLaren-Peugeot      | 78     | +37.278                       | 8           | 6      |
| 3       | 28     | Gerhard Berger        | Ferrari              | 78     | +1:16.824                     | 3           | 4      |
| 4       | 15     | Andrea de Cesaris     | Jordan-Hart          | 77     | +1 Ronde                      | 14          | 3      |
| 5       | 27     | Jean Alesi            | Ferrari              | 77     | +1 Ronde                      | 5           | 2      |
| 6       | 24     | Michele Alboreto      | Minardi-Ford         | 77     | +1 Ronde                      | 12          | 1      |
| 7       | 6      | JJ Lehto              | Benetton-Ford        | 77     | +1 Ronde                      | 17          |        |
| 8       | 19     | Olivier Beretta       | Larrousse-Ford       | 76     | +2 Rondes                     | 18          |        |
| 9       | 26     | Olivier Panis         | Ligier-Renault       | 76     | +2 Rondes                     | 20          |        |
| 10      | 20     | Érik Comas            | Larrousse-Ford       | 75     | +3 Rondes                     | 13          |        |
| 11      | 11     | Pedro Lamy            | Lotus-Mugen-Honda    | 73     | +5 Rondes                     | 19          |        |
| NF      | 12     | Johnny Herbert        | Lotus-Mugen-Honda    | 68     | Versnellingsbak               | 16          |        |
| NF      | 33     | Paul Belmondo         | Pacific Racing-Ilmor | 53     | Physical                      | 24          |        |
| NF      | 34     | Bertrand Gachot       | Pacific Racing-Ilmor | 49     | Versnellingsbak               | 23          |        |
| NF      | 9      | Christian Fittipaldi  | Arrows-Ford          | 47     | Versnellingsbak               | 6           |        |
| NF      | 31     | David Brabham         | Simtek-Ford          | 45     | Motor                         | 22          |        |
| NF      | 4      | Mark Blundell         | Tyrrell-Yamaha       | 40     | Motor                         | 10          |        |
| NF      | 3      | Ukyo Katayama         | Tyrrell-Yamaha       | 38     | Versnellingsbak               | 11          |        |
| NF      | 25     | Éric Bernard          | Ligier-Renault       | 34     | Spin                          | 21          |        |
| NF      | 14     | Rubens Barrichello    | Jordan-Hart          | 27     | Elektrisch probleem           | 15          |        |
| NF      | 7      | Mika Häkkinen         | McLaren-Peugeot      | 0      | Ongeluk                       | 2           |        |
| NF      | 0      | Damon Hill            | Williams-Renault     | 0      | Ongeluk                       | 4           |        |
| NF      | 10     | Gianni Morbidelli     | Arrows-Ford          | 0      | Ongeluk                       | 7           |        |
| NF      | 23     | Pierluigi Martini     | Minardi-Ford         | 0      | Ongeluk                       | 9           |        |
| WD/NQ   | 30     | Heinz-Harald Frentzen | Sauber-Mercedes      |        | Teruggetrokken                | 25          |        |
| NQ      | 29     | Karl Wendlinger       | Sauber-Mercedes      |        | Blessure tijdens kwalificatie | 26          |        |

## Wetenswaardigheden
- Mika Häkkinen en Damon Hill waren betrokken in een ongeluk in de eerste bocht, samen met nog enkele andere rijders. Ze moesten opgeven.
- Sauber trok zich terug na de crash van Karl Wendlinger.
- Williams en Simtek reden met slechts één auto.

## Statistieken
| Pole-position | Michael Schumacher | Benetton-Ford | 1:18.560 |
| Snelste ronde | Michael Schumacher | Benetton-Ford | 1:21.076 |

## Noot
- Dit was de vijfhonderdste Grand Prix-start voor een Franse coureur.
- Eerste pole position, tiende snelste ronde en de eerste Grand Slam voor Michael Schumacher. Tevens eerste Grand Slam voor een Duitse coureur.

1929 · 1930 · 1931 · 1932 · 1933 · 1934 · 1935 · 1936 · 1937 · 1948 · 1950 · 1955 · 1956 · 1957 · 1958 · 1959 · 1960 · 1961 · 1962 · 1963 · 1964 · 1965 · 1966 · 1967 · 1968 · 1969 · 1970 · 1971 · 1972 · 1973 · 1974 · 1975 · 1976 · 1977 · 1978 · 1979 · 1980 · 1981 · 1982 · 1983 · 1984 · 1985 · 1986 · 1987 · 1988 · 1989 · 1990 · 1991 · 1992 · 1993 · 1994 · 1995 · 1996 · 1997 · 1998 · 1999 · 2000 · 2001 · 2002 · 2003 · 2004 · 2005 · 2006 · 2007 · 2008 · 2009 · 2010 · 2011 · 2012 · 2013 · 2014 · 2015 · 2016 · 2017 · 2018 · 2019 · 2020 · 2021 · 2022 · 2023 · 2024 · 2025